# Josef Bacher
Josef Bacher (* 4. Februar 1864 in Feldthurns; † 15. Oktober 1935 in Unterfennberg bei Margreid) war ein österreichischer Sprachwissenschaftler, Volkskundler, Volksliedsammler und Priester.

## Leben und Wirken

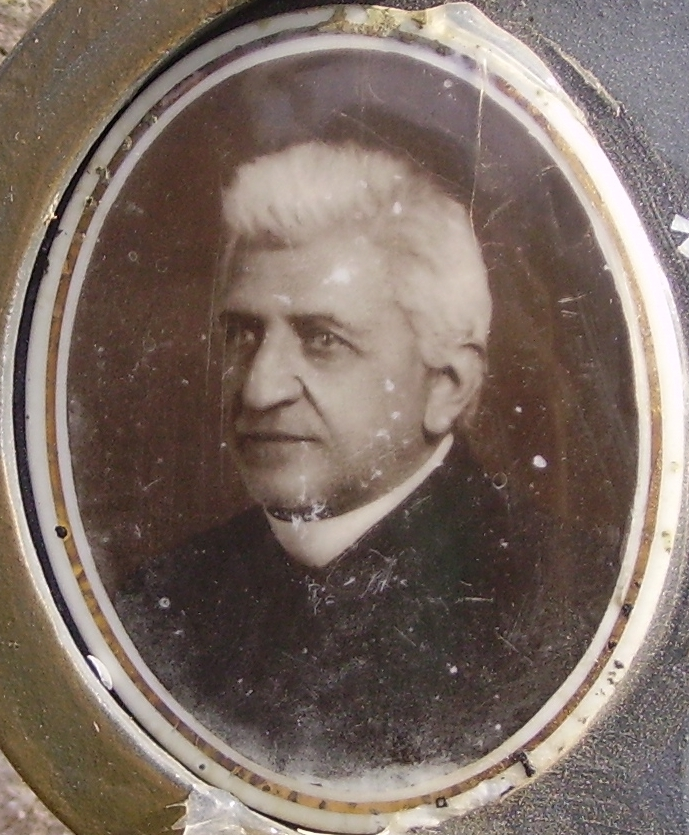
Josef Bacher (Grab in Unterfennberg)

Von 1893 bis 1899 wirkte Bacher als Kurat in der deutschen Sprachinsel Lusern im Trentino. Er erlernte die dort gesprochene zimbrische Mundart und begann systematisch, sprachwissenschaftliches und volkskundliches Material zu sammeln. In Unterfennberg, wo Bacher bis zu seinem Tode im Jahre 1935 wirkte, veröffentlichte er schließlich sein Werk Die deutsche Sprachinsel Lusern. Geschichte, Lebensverhältnisse, Sitten, Gebräuche, Volksglaube, Sagen, Märchen, Volkserzählungen und Schwänke, Mundart und Wortbestand (Innsbruck 1905). 